# Héctor Campos
Héctor Fernando Campos Bermúdez (* 19. prosince 1988 Viedma) je argentinský zápasník – judista.

## Sportovní kariéra
S judem začínal v 5 letech v rodném Viedma pod svého otce Héctora Campose Mory. Vrcholově se připravuje v Buenos Aires ve sportovním tréninkovém centru CeNARD pod vedením Tigrana Karganjana a Gustava Pascualiniho. V argentinské mužské reprezentaci se pohyboval od roku 2009 ve střední váze do 90 kg. V roce 2012 obsadil panamerickou kontinentální kvótu pro start na olympijských hrách v Londýně, kde prohrál v úvodním kole s Kubáncem Asley Gonzázelem na ippon technikou seoi-nage. Od roku 2013 startoval ve vyšší polotěžké váze do 100 kg, ve které se v roce 2016 na olympijské hry v Riu nekvalifikoval. Od roku 2017 startuje v těžké váze nad 100 kg.

### Vítězství na mezinárodních turnajích
- 2010 - 2x světový pohár (Isla Margarita, San Salvador)
- 2015 - 1x světový pohár (San Salvador)
- 2017 - 2x světový pohár (Buenos Aires, Dakar)
- 2019 - 1x světový pohár (Lima)

## Výsledky
| Turnaj                  | 2009         | 2010         | 2011         | 2012         | 2013           | 2014           | 2015           | 2016           | 2017       | 2018       |
| Turnaj                  | 21           | 22           | 23           | 24           | 25             | 26             | 27             | 28             | 29         | 30         |
| Turnaj                  | střední váha | střední váha | střední váha | střední váha | polotěžká váha | polotěžká váha | polotěžká váha | polotěžká váha | těžká váha | těžká váha |
| ----------------------- | ------------ | ------------ | ------------ | ------------ | -------------- | -------------- | -------------- | -------------- | ---------- | ---------- |
| Olympijské hry          |              |              |              | úč.          |                |                |                | —              |            |            |
| Mistrovství světa       | —            | úč.          | úč.          |              | úč.            | —              | úč.            |                | úč.        | úč.        |
| Panamerické hry         |              |              | 7.           |              |                |                | 3.             |                |            |            |
| Panamerické mistrovství | —            | —            | —            | 5.           | 5.             | —              | 3.             | 5.             | 2.         | 2.         |
| Jihoamerické hry        |              | —            |              |              |                | 2.             |                |                |            | 3.         |